# Kai Havertz
Pour les articles homonymes, voir Kai.
Kai Lukas Havertz, plus simplement appelé Kai Havertz (prononcé en allemand : [kaɪ̯ ˈhaːvɐts]), né le 11 juin 1999 à Aix-la-Chapelle en Allemagne, est un footballeur international allemand qui évolue au poste de milieu offensif ou d'attaquant polyvalent à l'Arsenal FC.
En 2021, il permet au Chelsea FC de remporter la deuxième Ligue des champions de son histoire en marquant l'unique but de la finale face à Manchester City.
Jouant principalement au poste de milieu offensif au Bayer 04 Leverkusen et en équipe nationale, il évolue dans une position plus offensive du côté de Chelsea puis d'Arsenal, que ce soit en tant que numéro neuf ou en soutien de l'avant-centre. Doté d'un sens du placement très évolué et d'une vista au-dessus de la moyenne il est à de nombreuses reprises décisif sans pour autant être un réel attaquant de pointe.

## Biographie

### En club

#### Jeunesse et débuts
Né à Aix-la-Chapelle, Kai Havertz commence sa carrière au Alemannia Mariadorf en 2003. Il joue dans des équipes de groupes plus âgés que lui dès sa jeunesse. En 2009, il part au Alemannia Aachen et y reste un an. Il rejoint ensuite le Bayer 04 Leverkusen alors qu'il a onze ans. Lors de la saison 2015-2016 de la B-Juniors-Bundesliga, il gagne le championnat avec son équipe. Il marque 20 buts en 29 matches, dont celui de la victoire 2-0 sur le Borussia Dortmund.

#### Bayer Leverkusen

##### Saison 2016-2017
Le 12 août 2016, Havertz obtient un contrat à long terme à Leverkusen. Auparavant, il avait déjà participé au camp d'entraînement d'été de la première équipe à Zell am See et Kaprun, en Autriche. Le 10 septembre 2016 (deuxième journée de Bundesliga) Havertz fait partie de l'équipe professionnelle pour la première fois, mais n'est pas utilisé. Le 15 octobre (septième journée), il fait finalement ses débuts en Bundesliga et en compétition en remplaçant Charles Aránguiz à la 83e minute lors d'une défaite 2-1 à l'extérieur face au Werder Brême. À 17 ans et 126 jours, il devient le plus jeune joueur du club à jouer dans un match de Bundesliga, et le septième plus jeune joueur dans l'histoire de la ligue. Havertz est sélectionné lors de ce match à l'extérieur en raison d'une blessure de Lars Bender et est conduit à Brême le matin du jour du match. Pendant la première moitié de la saison, Havertz dispute neuf autres matches en Bundesliga, le 5 novembre (dixième journée) contre le SV Darmstadt 98, il est dans le onze de départ pour la première fois. Trois jours plus tôt, il fait ses débuts en Ligue des champions au stade de Wembley contre Tottenham lorsqu'il est remplacé par Aránguiz peu avant la fin du match.
Au début de la deuxième moitié de la saison - et bien qu'il soit encore joueur de l'équipe des jeunes - Havertz est régulièrement dans l'équipe professionnelle. Le 17 février 2017, il fait la passe décisive du 50 000e but de la Bundesliga marqués par Karim Bellarabi. Havertz marque son premier but dans le football professionnel le 2 avril 2017 lors du 3-3 contre le VfL Wolfsburg. Avec ce but, il  remplace Julian Brandt comme plus jeune buteur de l'histoire du club. Lors de la 17e semaine de 2017, il ne prend pas part à l'entraînement ni au match du club en raison de l'obtention du diplôme d'études secondaires. Il réussit également un examen la semaine suivante. Cette fois, cependant, il s'est rendu avec l'équipe au match de Bundesliga au FC Ingolstadt 04, où il marque le but du 1-1 de la tête. Le 20 mai (34e journée), il marque deux buts lors d'une victoire 6-2 à l'extérieur contre le Hertha BSC. Il devient ainsi le deuxième plus jeune joueur de Bundesliga derrière Timo Werner, qui marque deux buts en un match.
Havertz est élu joueur de la saison par les membres du club.

##### Saison 2017-2018
Au début de la nouvelle saison, le 3 juillet 2017, Havertz signe son premier contrat professionnel avec le Bayer Leverkusen et s'attache au club jusqu'à la fin juin 2022. En septembre 2017 il figure dans une liste des 50 meilleurs joueurs de moins de 21 ans par le média L'Équipe. En avril 2018, Havertz dispute son 50e match de Bundesliga. Ayant ce jour-là 18 ans et 307 jours, il est le plus jeune joueur ayant atteint ce nombre de matchs disputés dans le championnat allemand.

##### Saison 2018-2019
À la suite de la saison 2017-2018, Kai Havertz continue sa carrière à Leverkusen, alors engagé en Bundesliga et en Ligue Europa et dispose d'un contrat avec son club jusqu'en 2022. Le jeune milieu offensif marque trois buts dans la compétition européenne, dont un doublé contre le Ludogorets Razgrad. Havertz termine également la saison du championnat allemand avec 17 réalisations et 4 passes décisives, faisant de lui un des joueurs les plus prometteurs de la saison.

##### Saison 2019-2020
Il entame la saison 2019-2020 en inscrivant un but face au SC Paderborn 07 le 17 août, lors de la première journée, contribuant ainsi à la victoire de son équipe (3-2). Avec cette réalisation il devient le deuxième plus jeune joueur de l'histoire du championnat à atteindre les 25 buts derrière Horst Köppel. En débutant le match face au FC Cologne le 14 décembre 2019, en championnat (défaite 2-0 de Leverkusen), Havertz bat le record de Timo Werner en devenant à 20 ans six mois et quatre jours le plus jeune joueur à atteindre les 100 apparitions en Bundesliga. S'imposant comme un leader de son équipe, Havertz porte pour la première fois le brassard de capitaine le 5 février 2020, en coupe d'Allemagne, lors de la victoire de son équipe face au VfB Stuttgart (2-1). Il est élu Joueur du mois de mai 2020 en Bundesliga. Au moment de quitter le club, Havertz a disputé sur cette saison 30 matchs de championnat allemand, pour 12 buts inscrits et 6 passes décisives pour un total en quatre saisons de 118 matchs de Bundesliga, 36 buts inscrits et 25 passes décisives.

#### Chelsea FC
Le 4 septembre 2020, il signe un contrat de cinq ans avec le club de Chelsea FC pour un montant de transfert de 80 millions d’euros + 20 millions d’euros de bonus. Il déclare à son arrivée que c'est un rêve d'enfant pour lui, que de jouer dans le championnat anglais et à Chelsea. Il fait sa première apparition sous le maillot des Blues le 14 septembre 2020, lors de la première journée de la saison 2020-2021 de Premier League face à Brighton & Hove Albion. Havertz est titularisé ce jour-là et joue l'intégralité de la rencontre, qui se solde par la victoire de Chelsea sur le score de trois buts à un. Il ouvre son compteur but le 23 septembre 2020, lors d'une rencontre de coupe de la Ligue anglaise face au Barnsley FC. Ce jour-là il se distingue non pas en marquant un seul but mais en réalisant un triplé, contribuant grandement à la victoire de son équipe (6-0).Testé positif au COVID-19 en octobre 2020, il est éloigné des terrains durant plusieurs semaines. A son retour, les conséquences de la maladie l'empêchent de retrouver son meilleur niveau et il enchaine les performances insipides et peu convaincantes.
Toujours soutenu par Frank Lampard, puis par Thomas Tuchel, il retrouve petit à petit sa forme durant la deuxième partie de saison en évoluant le plus souvent dans un rôle de faux numéro 9. Il inscrit notamment un but face à Crystal Palace en avril, et livre une excellente performance face au Real Madrid en 1/2 finale retour de la Ligue des champions.
Le 29 mai 2021, il est titulaire pour la finale de la Ligue des champions face à Manchester City. Juste avant la pause, à la 43e minute de jeu, sur un superbe ballon en profondeur de Mason Mount, il inscrit l'unique but de la rencontre en effaçant Ederson,, permettant ainsi à Chelsea de remporter la deuxième Ligue des champions de son histoire. Cette victoire lui permet également de remporter le premier trophée de sa jeune carrière.

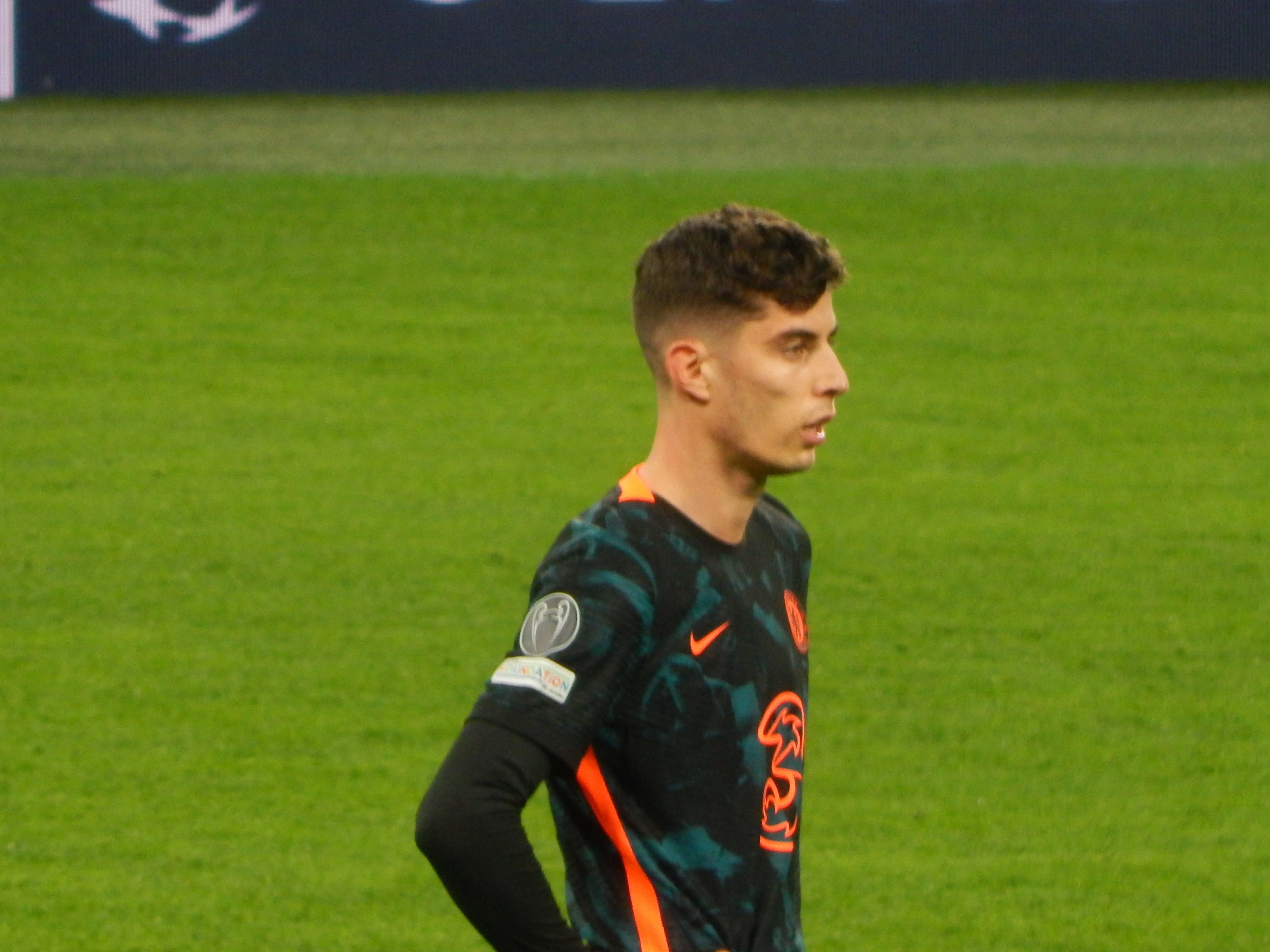
Havertz en Ligue des champions avec Chelsea en décembre 2021.

Havertz et Chelsea entament la saison 2021-2022 en remportant la Supercoupe de l'UEFA le 11 août en battant Villarreal aux tirs au but. Titulaire en début de saison, il ouvre son compteur à l'occasion de la troisième journée de Premier League en marquant le premier but du match contre Liverpool à Anfield. Titulaire aux côtés de Mason Mount et Romelu Lukaku, Havertz réalise un bon début de saison.
Le 12 février, il est titulaire lors de la finale de la Coupe du monde des clubs de la FIFA que Chelsea dispute contre Palmeiras et inscrit, comme lors de la finale de la Ligue des champions le but de la victoire, cette fois sur pénalty lors de la deuxième période des prolongations. Quelques jours plus tard, il est finaliste de la League Cup que Chelsea perd aux tirs au but contre Liverpool. À la suite d'une blessure, il est contraint de déclarer forfait pour la finale de la FA Cup que les Blues perdent une nouvelle fois aux tirs au but.
Au total, il termine sa saison avec 14 buts et 6 passes décisives, soit une amélioration par rapport à la saison précédente.

#### Saison 2023-2024
Après trois saisons effectuées à Chelsea, le milieu offensif rebondit dans le club rival d'Arsenal. Le montant du transfert s'élèverait à 75 millions d'euros et le contrat du joueur porte sur cinq saisons. Il récupère le numéro 29,. Initialement positionné par Mikel Arteta au poste de milieu offensif, l'entraîneur des Gunners replace Havertz en février 2024 dans le front de l'attaque.

#### Saison 2024-2025
En février, Kai Havertz subit une déchirure aux muscles ischios-jambiers. Les délais de récupération de cette blessure, traitée par chirugie, le contraignent à arrêter prématurément sa saison.

### En sélection
Havertz joue pour les équipes de sélection d'Allemagne depuis les U-16 et fait ses débuts contre la Tchéquie le 11 novembre 2014. Lors du Championnat d'Europe U-17 en Azerbaïdjan, Havertz atteint les demi-finales avec les U-17, où les Allemands ont échoué contre l'Espagne. Il joue les cinq matches dès le début et n'est remplacé que lors du troisième match de groupe ; il marque également un but et en prépare un autre. Après 15 mois d'absence à partir de mai 2016, Havertz est nommé avec les U-19 à la fin août 2017. Il fait ses débuts le 31 août dernier lors d'un match nul 0:0 contre les U-19 suisses. Lors de son troisième match contre les U-19 biélorusses le 4 octobre dernier, Havertz marque quatre buts lors d'une victoire 5-1.
Le 9 septembre 2018, il effectue sa première sélection en équipe A sous les ordres de Joachim Löw, en entrant en jeu pour Timo Werner lors d'un match amical face au Pérou (victoire 2-1). Il inscrit son premier but avec la sélection A le 9 octobre 2019, lors d'un match amical face à l'Argentine. Titulaire ce jour-là, il est servi par Serge Gnabry pour mettre le second but de son équipe, qui fait match nul lors de cette rencontre (2-2).
Kai Havertz dispute sa première compétition internationale lors de l'Euro 2020 où il s'illustre en marquant face au Portugal et face à la Hongrie lors du premier tour.
Le 10 novembre 2022, il est sélectionné par Hansi Flick pour participer à la Coupe du monde 2022. Durant la compétition, il s'offre un doublé face au Costa Rica mais ne peut empêcher l'élimination des siens dans le tournoi.
En mai 2024, il figure dans une liste de 27 joueurs appelés par Julian Nagelsmann pour l'Euro 2024, avant de se retrouver dans la liste définitive le 7 juin. Le 14 juin 2024, lors du match d'ouverture face à l'Ecosse, il participe à la victoire écrasante 5-1 de son équipe en inscrivant un but sur penalty. Le 29 juin, il récidive de nouveau en marquant à nouveau un penalty face au Danemark en 1/8e de finale. L'Allemagne est éliminée en quart de finale par l'Espagne qui remporte ensuite la compétition.
En septembre 2024, Nagelsmann nomme Havertz second vice-capitaine de la sélection allemande, derrière Joshua Kimmich et Antonio Rüdiger.

## Vie privée
Havertz naît à Aix-la-Chapelle, une ville de Rhénanie-du-Nord-Westphalie, et grandit dans le quartier Mariadorf d'Alsdorf. Il a une sœur et un frère. Après avoir rejoint l'équipe B du Bayer Leverkusen, il s'est installé à Leverkusen dans la maison du porte-parole du stade de l'époque, Klaus Schenkmann, après quoi il s'est installé seul dans un appartement à Manfort avec toilettes séparées. En 2017, il est diplômé du Landrat-Lucas-Gymnasium dans le district d'Opladen de Leverkusen, qui a reçu le titre d'Ecole Elite de Sports et de Football.
L'un de ses grands-pères jouait lui-même au football, entre autres avec l'entraîneur national Jupp Derwall. Le grand-père maternel était président d'Alemannia Mariadorf et dernier maire de la municipalité de Hoengen, qui appartient aujourd'hui à Alsdorf.
En août 2016, la Fédération allemande de football a récompensé les performances de Havertz chez les jeunes du club et dans les équipes nationales U avec la médaille d'argent Fritz Walter dans la catégorie U-17 junior. Fin juillet 2018, il a été annoncé que Havertz recevrait également la médaille d'or Fritz Walter dans la catégorie U-19 Junior.
Kai est en couple avec Sophia Aemelia Weber depuis l'adolescence. Ils ont annoncé s'être mariés le 18 juillet 2024. 

## Caractéristiques
Joueur gaucher, n'ayant pas de poste préférentiel défini, Kai Havertz déclare à l'été 2021 alors qu'il joue au Chelsea FC que sa place « est entre le 10 et le 9 »,. Mikel Arteta, son entraîneur à Arsenal met en avant sa polyvalence comme étant un de ses atouts.

## Statistiques

### Statistiques détaillées
| Saison                | Club                  | Championnat           | Championnat | Championnat | Championnat | Coupe nationale | Coupe nationale | Coupe nationale | Coupe de la Ligue | Coupe de la Ligue | Coupe de la Ligue | Supercoupe | Supercoupe | Supercoupe | Compétition(s) continentale(s) | Compétition(s) continentale(s) | Compétition(s) continentale(s) | Compétition(s) continentale(s) | Supercoupe UEFA | Supercoupe UEFA | Supercoupe UEFA | Coupe du monde des clubs | Coupe du monde des clubs | Coupe du monde des clubs | Total | Total | Total |
| Saison                | Club                  | Division              | M.          | B.          | P.d.        | M.              | B.              | P.d.            | M.                | B.                | P.d.              | M.         | B.         | P.d.       | Comp.                          | M.                             | B.                             | P.d.                           | M.              | B.              | P.d.            | M.                       | B.                       | P.d.                     | M.    | B.    | P.d.  |
| 2016-2017             | Bayer Leverkusen      | Bundesliga            | 24          | 4           | 6           | 1               | 0               | 0               | -                 | -                 | -                 | -          | -          | -          | C1                             | 3                              | 0                              | 0                              | -               | -               | -               | -                        | -                        | -                        | 28    | 4     | 6     |
| 2017-2018             | Bayer Leverkusen      | Bundesliga            | 30          | 3           | 9           | 5               | 1               | 0               | -                 | -                 | -                 | -          | -          | -          | -                              | -                              | -                              | -                              | -               | -               | -               | -                        | -                        | -                        | 35    | 4     | 9     |
| 2018-2019             | Bayer Leverkusen      | Bundesliga            | 34          | 17          | 4           | 2               | 0               | 0               | -                 | -                 | -                 | -          | -          | -          | C3                             | 6                              | 3                              | 3                              | -               | -               | -               | -                        | -                        | -                        | 42    | 20    | 7     |
| 2019-2020             | Bayer Leverkusen      | Bundesliga            | 30          | 12          | 6           | 5               | 2               | 1               | -                 | -                 | -                 | -          | -          | -          | C1+C3                          | 5+5                            | 0+4                            | 0+2                            | -               | -               | -               | -                        | -                        | -                        | 45    | 18    | 9     |
| Sous-total            | Sous-total            | Sous-total            | 118         | 36          | 25          | 13              | 3               | 1               | 0                 | 0                 | 0                 | 0          | 0          | 0          | -                              | 19                             | 7                              | 5                              | 0               | 0               | 0               | 0                        | 0                        | 0                        | 150   | 46    | 31    |
| 2020-2021             | Chelsea FC            | Premier League        | 27          | 4           | 4           | 5               | 1               | 0               | 1                 | 3                 | 0                 | -          | -          | -          | C1                             | 12                             | 1                              | 2                              | -               | -               | -               | -                        | -                        | -                        | 45    | 9     | 6     |
| 2021-2022             | Chelsea FC            | Premier League        | 29          | 8           | 3           | 3               | 0               | 2               | 3                 | 2                 | 0                 | -          | -          | -          | C1                             | 9                              | 3                              | 0                              | 1               | 0               | 1               | 2                        | 1                        | 0                        | 47    | 14    | 6     |
| 2022-2023             | Chelsea FC            | Premier League        | 36          | 7           | 1           | -               | -               | -               | 1                 | 0                 | 0                 | -          | -          | -          | C1                             | 10                             | 2                              | 0                              | -               | -               | -               | -                        | -                        | -                        | 47    | 9     | 1     |
| Sous-total            | Sous-total            | Sous-total            | 92          | 19          | 8           | 8               | 1               | 2               | 5                 | 5                 | 0                 | 0          | 0          | 0          | -                              | 31                             | 6                              | 2                              | 1               | 0               | 1               | 2                        | 1                        | 0                        | 139   | 32    | 13    |
| 2023-2024             | Arsenal FC            | Premier League        | 37          | 13          | 7           | 1               | 0               | 0               | 2                 | 0                 | 0                 | 1          | 0          | 0          | C1                             | 10                             | 1                              | 0                              | -               | -               | -               | -                        | -                        | -                        | 51    | 14    | 7     |
| 2024-2025             | Arsenal FC            | Premier League        | 23          | 9           | 3           | 1               | 0               | 0               | 4                 | 2                 | 0                 | -          | -          | -          | C1                             | 8                              | 4                              | 2                              | -               | -               | -               | -                        | -                        | -                        | 36    | 15    | 5     |
| 2025-2026             | Arsenal FC            | Premier League        | 1           | 0           | 0           | 0               | 0               | 0               | 0                 | 0                 | 0                 | -          | -          | -          | C1                             | 0                              | 0                              | 0                              | -               | -               | -               | -                        | -                        | -                        | 1     | 0     | 0     |
| Sous-total            | Sous-total            | Sous-total            | 61          | 23          | 10          | 2               | 0               | 0               | 6                 | 2                 | 0                 | 1          | 0          | 0          | -                              | 18                             | 5                              | 2                              | 0               | 0               | 0               | 0                        | 0                        | 0                        | 88    | 30    | 12    |
| Total sur la carrière | Total sur la carrière | Total sur la carrière | 271         | 78          | 42          | 23              | 4               | 3               | 11                | 7                 | 0                 | 1          | 0          | 0          | -                              | 68                             | 18                             | 9                              | 1               | 0               | 1               | 2                        | 1                        | 0                        | 377   | 108   | 55    |

### Buts internationaux
| 0  | Date              | Lieu                                                | Adversaire         | Score | Résultats | Compétitions                            |
| -- | ----------------- | --------------------------------------------------- | ------------------ | ----- | --------- | --------------------------------------- |
| 1  | 9 octobre 2019    | Signal Iduna Park, Dortmund, Allemagne              | Argentine          | 2-0   | 2 - 2     | Match amical                            |
| 2  | 13 octobre 2020   | RheinEnergieStadion, Cologne, Allemagne             | Suisse             | 2-2   | 3 - 3     | Ligue des nations 2020-2021             |
| 3  | 25 mars 2021      | Schauinsland-Reisen-Arena, Duisbourg, Allemagne     | Islande            | 2-0   | 3 - 0     | Éliminatoires de la Coupe du monde 2022 |
| 4  | 19 juin 2021      | Allianz Arena, Munich, Allemagne                    | Portugal           | 3-1   | 4 - 2     | Euro 2020                               |
| 5  | 23 juin 2021      | Allianz Arena, Munich, Allemagne                    | Hongrie            | 1-1   | 2 - 2     | Euro 2020                               |
| 6  | 11 octobre 2021   | Philip II Arena, Skopje, Macédoine du Nord          | Macédoine du Nord  | 0-1   | 0 - 4     | Éliminatoires de la Coupe du monde 2022 |
| 7  | 14 novembre 2021  | Stade Hrazdan, Erevan, Arménie                      | Arménie            | 0-1   | 1 - 4     | Éliminatoires de la Coupe du monde 2022 |
| 8  | 26 mars 2022      | PreZero Arena, Sinsheim, Allemagne                  | Israël             | 1-0   | 2 - 0     | Match amical                            |
| 9  | 26 septembre 2022 | Wembley Stadium, Londres, Angleterre                | Angleterre         | 0-2   | 3 - 3     | Ligue des nations 2022-2023             |
| 10 | 26 septembre 2022 | Wembley Stadium, Londres, Angleterre                | Angleterre         | 3-3   | 3 - 3     | Ligue des nations 2022-2023             |
| 11 | 1 décembre 2022   | Stade Al-Bayt, Al-Khor, Qatar                       | Costa Rica         | 2-2   | 2 - 4     | Coupe du monde 2022                     |
| 12 | 1 décembre 2022   | Stade Al-Bayt, Al-Khor, Qatar                       | Costa Rica         | 2-3   | 2 - 4     | Coupe du monde 2022                     |
| 13 | 12 juin 2023      | Weserstadion, Brême Allemagne                       | Ukraine            | 2-3   | 3 - 3     | Match amical                            |
| 14 | 18 novembre 2023  | Olympiastadion, Berlin, Allemagne                   | Turquie            | 1-0   | 2 - 3     | Match amical                            |
| 15 | 23 mars 2024      | Groupama Stadium, Décines-Charpieu, France          | France             | 0-2   | 0 - 2     | Match amical                            |
| 16 | 7 juin 2024       | Borussia-Park, Mönchengladbach, Allemagne           | Grèce              | 1-1   | 2 - 1     | Match amical                            |
| 17 | 14 juin 2024      | Allianz Arena, Munich, Allemagne                    | Écosse             | 3-0   | 5 - 1     | Euro 2024                               |
| 18 | 29 juin 2024      | BVB Stadion Dortmund, Dortmund, Allemagne           | Danemark           | 1-0   | 2 - 0     | Euro 2024                               |
| 19 | 7 septembre 2024  | Merkur Spiel-Arena, Düsseldorf, Allemagne           | Hongrie            | 5-0   | 5 - 0     | Ligue des nations 2024-2025             |
| 20 | 16 novembre 2024  | Europa-Park-Stadion, Fribourg-en-Brisgau, Allemagne | Bosnie-Herzégovine | 3-0   | 7 - 0     | Ligue des nations 2024-2025             |

## Palmarès

### En club
Depuis le début de sa carrière Kai Havertz a remporté 4 trophées, 3 avec Chelsea et 1 avec Arsenal.
| Bayer Leverkusen (0)                    | Chelsea (3) | Arsenal (1)                                                                               |
| --------------------------------------- | --- | ----------------------------------------------------------------------------------------- |
| - Coupe d'Allemagne - Finaliste en 2020 | - Ligue des champions - Vainqueur en 2021 - Supercoupe de l'UEFA - Vainqueur en 2021 - Coupe d’Angleterre - Finaliste en 2021 - Coupe du monde des clubs - Vainqueur en 2021 - Carabao Cup - Finaliste en 2022 | - Community Shield - Vainqueur en 2023 - Championnat d'Angleterre - Vice-champion en 2024 |